# Željko Erić
Željko Erić, književnik koji je rođen i koji živi u Bizovcu. Pripovijetke je počeo pisati u osnovnoj školi, a prva mu je objavljena u "Veritasu" kad je bio učenik 7. razreda osnovne škole. Osim u "Veritasu", pripovijetke je objavljivao u časopisu Matko te u Večernjem listu.
Ogranak Matice hrvatske izdao je 2005. godine, kao prvu knjigu u "Biblioteci Klen", njegovu zbirku pripovijedaka "Pod klenom" (ISBN 953-99022-1-5), na 124 stranice, u koju su (u prvom dijelu) pripovijetke objavljene u "Matku", dok su u drugom dijelu nešto duže pripovijetke pisane posebno za tu knjigu, koja je posvećena Bizovcu i dragim ljudima koji autora podsjećaju na djetinjstvo i lijepu mladost.